# 도치기 640
도치기 640(とちぎ640)은 NHK 종합 텔레비전에서 방송되고 있는 유일한 NHK 우쓰노미야 방송국의 TV 로컬 뉴스 프로그램이다. 2012년 4월 2일에 첫 방송되어 지금까지 이어지고 있다.

## 방송 소개
도치기 640(とちぎ640)은 매주 월요일부터 금요일까지 저녁 6시 40분부터 20분간 방송되는 이 프로그램은 우쓰노미야시를 비롯한 도치기현 지역의 뉴스와 생활 정보를 전한다.

## 방송 시간
- 월 ~ 금 저녁 6시 40분 ~ 7시 (20분)